# Divisa Alegre
Divisa Alegre là một đô thị thuộc bang Minas Gerais, Brasil. Đô thị này có diện tích 118,477 km², dân số năm 2007 là 5793 người, mật độ 45,4 người/km².